# Permosialis
Permosialis – wymarły rodzaj owadów z rzędu Miomoptera i rodziny Permosialidae.
Rodzaj ten wprowadzony został w 1928 roku przez Andrieja Martynowa, który jego gatunkiem typowym wyznaczył Permosialis paucinervis. W 2013 roku Aleksandr Rasnicyn i Danił Aristow zsynonimizowali z nim rodzaje Sarbalopterodes i Tologoptera opisane przez Siergieja Storożenkę. W zapisie kopalnym rodzaj znany jest od gwadalupu w permie po trias późny. Jego skamieniałości odnajdywane są na terenie Eurazji i Australii. Najszersze rozprzestrzenienie rodzaju przypadało na loping.
Owady te miały tęgie ciała o szerokim przedpleczu oraz stosunkowo wąskich: śródpleczu i zapleczu. Odnóża miały skrócone, prawdopodobnie trójczłonowe stopy. Występowały dwie pary dużych skrzydeł, prawdopodobnie składanych nad ciałem dachowato. Przednie skrzydła były szerokie, tylko 2,5 raza dłuższe niż szersze, o stwardniałej błonie, z wzorem barwnym złożonym z poprzecznych pasków i kropek. Prawie zawsze przednia krawędź tych skrzydeł była wypukła. Ich użyłkowanie charakteryzowała długa, wielokrotnie rozgałęziona i łącząca się z żyłką kostalną żyłka subkostalna oraz sektor radialny z trzema odgałęzieniami. Odwłok samców zakończony był nabrzmiałą kapsułą genitalną, a samic krótkim pokładełkiem.
Należą tu następujące opisane gatunki:
- †Permosialis asiatica O. Martynova, 1961
- †Permosialis belmontensis Riek, 1968
- †Permosialis bifasciata Martynov, 1933
- †Permosialis brevifurcata O. Martynova, 1952
- †Permosialis cauleoides O. Martynova, 1952
- †Permosialis defurcata O. Martynova, 1952
- †Permosialis fasciata O. Martynova, 1952
- †Permosialis frivola (Storozhenko, 1991)
- †Permosialis immaculata O. Martynova, 1952
- †Permosialis lata Martynov, 1928
- †Permosialis latiformis O. Martynova, 1952
- †Permosialis marmorata O. Martynova, 1952
- †Permosialis matutina O. Martynova, 1961
- †Permosialis mongolica (Storozhenko, 1992)
- †Permosialis paucinervis Martynov, 1928
- †Permosialis perfecta O. Martynova, 1952
- †Permosialis quadriramosa O. Martynova, 1952
- †Permosialis sibirica O. Martynova, 1961
- †Permosialis triassica Novokshonov et Zhuzhgova, 2004
- †Permosialis ualentovae Novokshonov et Zhuzhgova, 2004
- †Permosialis udmurtensis Rasnitsyn et Aristov, 2013
- †Permosialis zavialovensis Rasnitsyn et Aristov, 2013